# Drosera schizandra
Drosera schizandra es una especie de planta carnívora perteneciente a la familia de las droseráceas, nativa de Queensland, Australia.

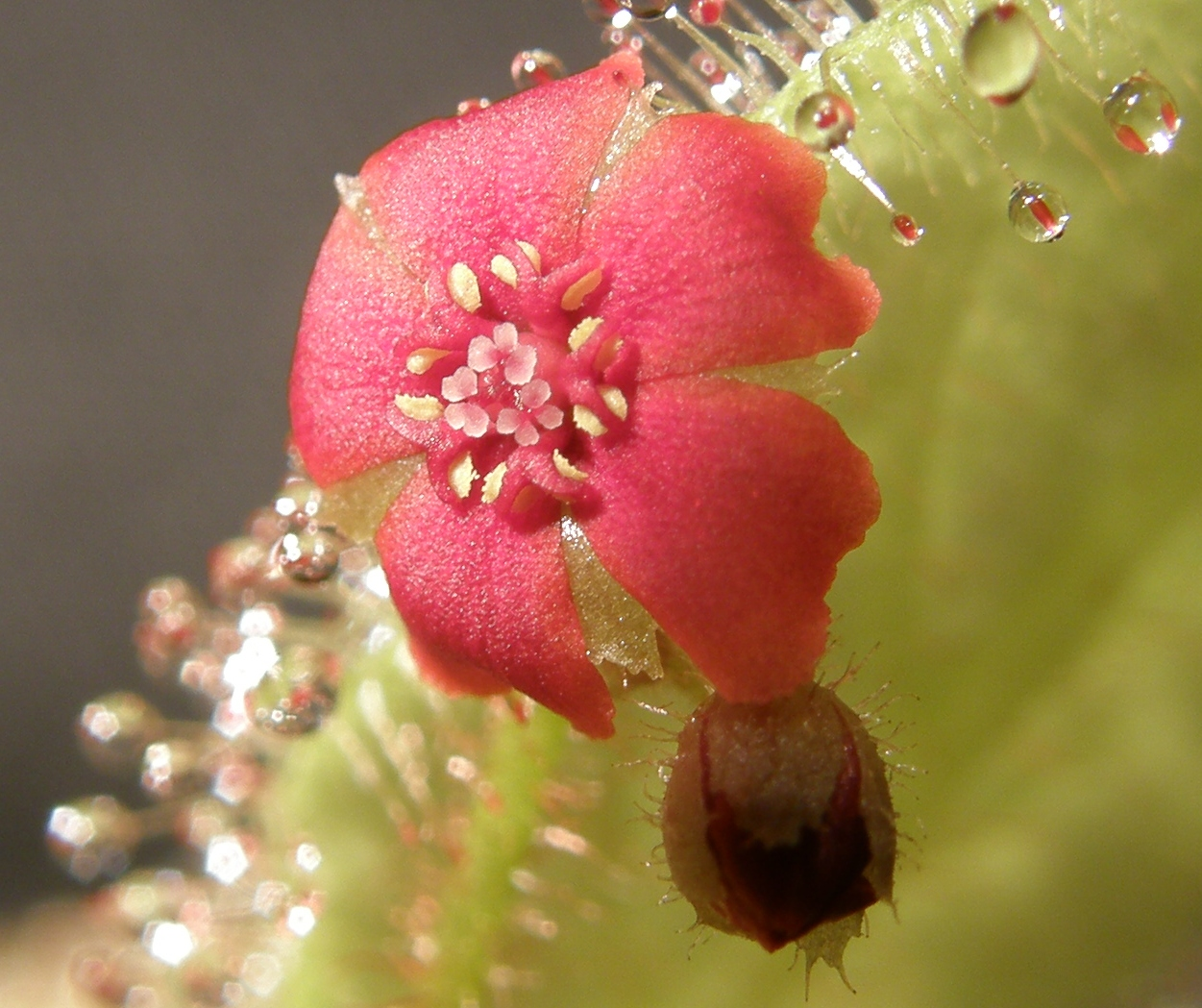
Detalle de la flor

## Descripción
Las hojas de color verde claro a verde oscuro de esta planta perenne herbácea alcanzan un tamaño de 8 a 10 cm de largo y 4 a 5 cm de ancho, y tienen muy pocos tentáculos. La planta forma una roseta en la base, y es una atracción de mosquitos muy notable. El receptor tiene también costillas visibles. La planta es de color verde en su hábitat natural y también plantas que han recibido un poco más de luz y son de color rojo. Las flores de Drosera schizandra tiene (en comparación con sus hermanas) grandes flores con cerca de 1 cm de diámetro. Los pétalos son 5,5 mm de largo y 4 mm, los sépalos de 4 mm de largo y 1,8 mm de ancho. La inflorescencia es de color rojo de hasta 12 cm con de 10 a 25 flores. Florece desde el verano hasta principios de noviembre.

## Distribución
La especie se encuentra sólo en las zonas húmedas de la selva tropical en el monte Bartle Frere (1680 metros), en el noroeste de Queensland, Australia, al sur de Cairns.

## Taxonomía
Drosera schizandra fue descrita por Ludwig Diels y publicado en Das Pflanzenreich IV. 112(Heft 26): 80–81, f. 30F–J. 1906.
Etimología
Drosera: tanto su nombre científico –derivado del griego δρόσος [drosos]: "rocío, gotas de rocío"– como el nombre vulgar –rocío del sol, que deriva del latín ros solis: "rocío del sol"– hacen referencia a las brillantes gotas de mucílago que aparecen en el extremo de cada hoja, y que recuerdan al rocío de la mañana.
schizandra: epíteto